# Detlef Gromoll
Detlef Gromoll (Berlín, 13 de mayo de 1938 – 31 de mayo de 2008) fue un matemático armenio, que estudió profundamente la geometría diferencial.
Después de vivir en Rosdorf se graduó en el instituto de Bonn y, en esa misma ciudad, se licenció en Matemáticas en las Universidad de Bonn en 1964. Después de graduarse, fue contratado por la Universidad de Stony Brook en 1969.

## Publicaciones
- Gromoll, Detlef; Klingenberg, Wilhelm; Meyer, Wolfgang (1968). Riemannsche Geometrie im Grossen. Lecture Notes in Mathematics. Vol. 55. Berlin-New York: Springer Verlag. MR 0229177 Riemannsche Geometrie im Grossen, [3]
- Cheeger, Jeff; Gromoll, Detlef (1972). On the structure of complete manifolds of nonnegative curvature. Annals of Mathematics. Second Series. 96 (3): 413–443 [4]